# Sopa de Cabra
Sopa de Cabra (katalanska för 'getsoppa'), även känd som Els Sopa, är en katalansk (spansk) rockgrupp bildad 1986. Gruppen var verksam fram till 2011 och återsamlades 2015. Sopa de Cabra, som leds av sångaren och låtskrivaren Gerard Quintana, är en av de mest kända katalanska rockgrupperna och nådde sin första storhetstid som del av musikrörelsen rock català.
Tidigare förknippades gruppen ofta med klassisk rock, medan man sedan återföreningen 2015 närmat sig indiepopen. Sedan starten har man givit ut tio studioalbum samt ett antal konsert- och samlingsskivor.

## Biografi

### Bakgrund och tidiga år
Bakgrunden till Sopa de Cabra står att finna i den lokala rockgruppen Copacabana, bildad 1979 av en grupp tonåringar och skolkamrater från Girona. Copacabana splittrades 1984 i samband med gitarristen Josep Thiós militärtjänstgöring och sångaren Jaume Rufís flytt till Barcelona på grund av studier.
Efter militärtjänsten bestämde sig Thió för att bilda en ny grupp, inkluderande basisten Francesc "Cuco" Lisicic, gitarristen Joan "Ninyín" Cardona och trummisen Josep Bosch. "Cuco" och "Ninyín" hade tidigare spelat ihop i Mine Workers Union Band. Den nya gruppen kompletterades av sångaren Gerard Quintana – även han en tidigare skolkamrat till Copacabanas medlemmar. Namnet på gruppen – Sopa de Cabra – togs från Rolling Stones album Goats Head Soup från 1973.
Gruppen spelad under sina tidiga år en del låtar från Copacabana. 1988 gjordes en demoinspelning på kassett, betitlad Sopa de Cabra… och med tolv låtar. Förutom egna kompositioner innehåll kassetten en version av Bob Marleys "Fussing & Fighting". Demon kopierades upp i 900 exemplar, av vilken en hamnade i händerna på Salvador Escribà på Salseta Discos som därefter bestämde sig för att satsa på det nya rockbandet.
1989 gavs gruppens första album ut, det självbetitlade Sopa de Cabra. Albumet karaktäriserades av rak rockmusik, och av de tio låtarna var sju med sång på katalanska och tre med sång på spanska. Totalt sålde Sopa de Cabra i 10 000 exemplar.

### 1990–1991 – stora framgångar
Det andra albumet – La roda – kom ett år senare. Denna gång var alla låtarna på katalanska, och låtskrivandet fördelades runt i gruppen. "El carrer dels torrats", "Per no dir res", "Mai trobaràs" och "No tinguis pressa" kom därefter att bli flitigt spelade på gruppens konserter. La roda blev gruppens första guldskiva, med en försäljning på 55 000 exemplar.
Därefter arrangerades en 83 konserter lång turné inför stor publik (minst 2 000 sålda biljetter per spelning) runt i Katalonien, andra katalanskspråkiga delar av Spanien och även i Madrid. Vid årets La Mercè-festival (staden Barcelonas stadsfestival) framträdde man framför 75 000 personer, och tillsammans med bland andra Tina Turner deltog man i en välgörenhetskonsert på Estadi Olímpic Lluís Companys. Det var under årets konsertturné som den återkommande välkomstfrasen (till publiken) "Bona nit, malparits!" ('Godkväll, era satungar!' /'era jävlar', 'era slynglar'/) föddes. Samtidigt förknippades gruppen med den växande musikrörelsen rock català, vilken i början av 1990-talet på allvar skulle komma att etablera katalanska som sångspråk i rocksammanhang.
1991 kom gruppens första livealbum Ben endins, med material inspelat under två spelningar på Sala Zeleste. Man gav ut den som dubbel-LP (inklusive åtta tidigare oinspelade låtar – av vilka fem spelats in i studio). På albumet hördes hitlåtarna "Sota una estrella" och "Si et quedes amb mi", liksom "Guerra" (en version av Bob Marleys "War"). Ben endins slog katalanskt försäljningsrekord inom rock och pop och nådde med över 100 000 sålda exemplar platinacertifiering. Konserten släpptes även på VHS.
14 juni samma år deltog Sopa de Cabra i La nit de Sant Jordi, en utsåld konsert i den nybyggda inomhusarenan Palau Sant Jordi tillsammans med tre andra av Kataloniens då största rockgrupper –  Sau, Els Pets och Sangtraït. Med drygt 21 000 sålda biljetter blev konserten den dittills största inomhus i Europa.
Senare under 1991 kom även Girona 83-87. Somnis de carrer, en samlingsskiva med tidigare outgivna spår och demoinspelningar. På albumet, som kom att bli det sista för Salseta Records, blev "Passaran uns anys" den utvalda singeln. Man sålde 35 000 exemplar av albumet, trots minimal reklam och avsaknad av konsertturné.

### 1992–1993 – sabbatsår, spanskt misslyckande
1992 blev ett sabbatsår för gruppen, inför nya utmaningar. Dock visade man sig som förband till Joe Cocker under hans turnerande i Spanien under sommaren.
Året därpå gav man ut albumet Mundo infierno med det nya skivbolaget BMG Ariola. Gruppen hade skrivit kontrakt på tre album med det internationella skivbolaget, och med ett storbolag fick gruppen också en fyra gånger så hög inspelningsbudget. Albumet spelades denna gång in med texter helt och hållet på spanska, inklusive en cover av The Beatles "Come Together". Av de tretton låtarna komponerades åtta av Thió, tre av "Ninyín" och två av "Cuco"; alla texter skrevs av Quintana.
"Todo lo que sé" var albumets första hitlåt, och den nådde direkt 15:e plats på den spanska topplistan. Albumförsäljningen på 30 000 var dock en besvikelse, och medan man i Katalonien siktat på 70 000 slutade den katalanska albumförsäljningen av Mundo infierno på endast 10 000. Under de 32 stoppen på den spanska konsertturnén fick man blandat mottagande från publiken; inklusive rent tumult under en spelning tillsammans med Red Hot Chili Peppers på grund av att man även bifogade låtar på katalanska. Det blev endast sex spelningar i Katalonien, med motsvarande ointresse (fast från andra hållet – för att de nya låtarna bara var på spanska). Endast spelningarna i Valenciaregionen och på Balearerna blev någotsånär lyckade tillställningar.

### Mitten av 1990-talet
Efter den dåliga försäljningen för Mundo infierno försämrades relationen mellan gruppen och BMG Ariola. Till sitt nästa album, det katalanskspråkiga Al·lucinosi, fick man en mer begränsad inspelningsbudget, men man inspirerades samtidigt av Sting till att spela in låtarna i olika rum på en katalansk gård. Bland de tio låtarna var två versioner av andra artisters inspelningar – "En el castell" a Jaume Sisa och "L'home estàtic" a Pau Riba (två av de katalanska singer-songwriter-veteranerna). Samma år (1994) utökades gruppen med keyboardisten Julio Lobos. Man startade under året sitt eget agentur/produktionsbolag, RGB Management, som successivt senare skulle komma att ta hand om artister som Ja T'ho Diré, Lax'n'busto och Gossos.
Både albumförsäljningen (10 000) och konsertturnén (19 spelningar) i samband med Al·lucinosi blev modesta. Konserten på Sala Apollo i Barcelona våren 1995 innebar dock att man återvände till Kataloniens huvudstad för spelningar i eget namn efter två års frånvaro.
1996 kom gruppens sjunde album – om man räknar med 1991 års livealbum Ben endins. Sss… hade en ånyo respektabelt hög inspelningsbudget, och albumet spelades in i Girona hos Música Global. Albumet var utan tydlig titel, men inuti albumhäftet presenterades ljudet SSS… som ett igenkänningsmärke; ursprungligen skulle albumet ha haft titeln Set (katalanska för sju), men kollegorna i Sau hann före med den titeln tidigare under året. Sss… innehöll hela 17 låtar, i de flesta fall en återgång till den mer rockiga stilen från förr.

### Nytt skivbolag, upplösning
På grund av de osäkra relationerna med BMG Ariola valde man 1997 att skriva kontrakt med det lilla Girona-baserade skivbolaget Música Global. Samma år släpptes gruppens andra livealbum, La nit dels anys, och man började sakta men säkert känna sig till rätta med sin publik från det tidiga 1990-talet. På albumet fanns även tre nya låtar – "Dansa de la llum", "L'estiu dels anys" och "Pell de lluna".
Sommaren 1997 etablerade sig andregitarristen Jaume "Peck" Soler definitivt som fast medlem i gruppen, efter att tidigare endast varit assisterande turné och studiomusiker.
1998 kom albumet Nou, där de mest uppmärksammade låtarna blev "El far del sud" och "instants del temps". Man syntes också flitigt på den katalanska musikfestivalscenen, inklusive på debutupplagan av Senglar Rock.
Parallellt med att 1991 års Ben endins 2000 nådde spansk platinastatus, gav Salseta Records ut samlingsalbumet Dies de carretera. Bland de 18 låtarna fanns tre nya låtar inspelade under en konsert i Sala Zeleste i Barcelona.
2001 meddelade gruppen sin upplösning. Detta sammanföll med planera för flera gruppmedlemmar att starta solokarriär, samtidigt som medgrundaren var Joan "Ninyín" Cardona var svårt sjuk (han avled i början av 2002 i cancer). Avslutningsalbumet Plou i fa sol medföljde en konsert runt i de östra delarna av Spanien.

### Solokarriärer, återföreningskonserter

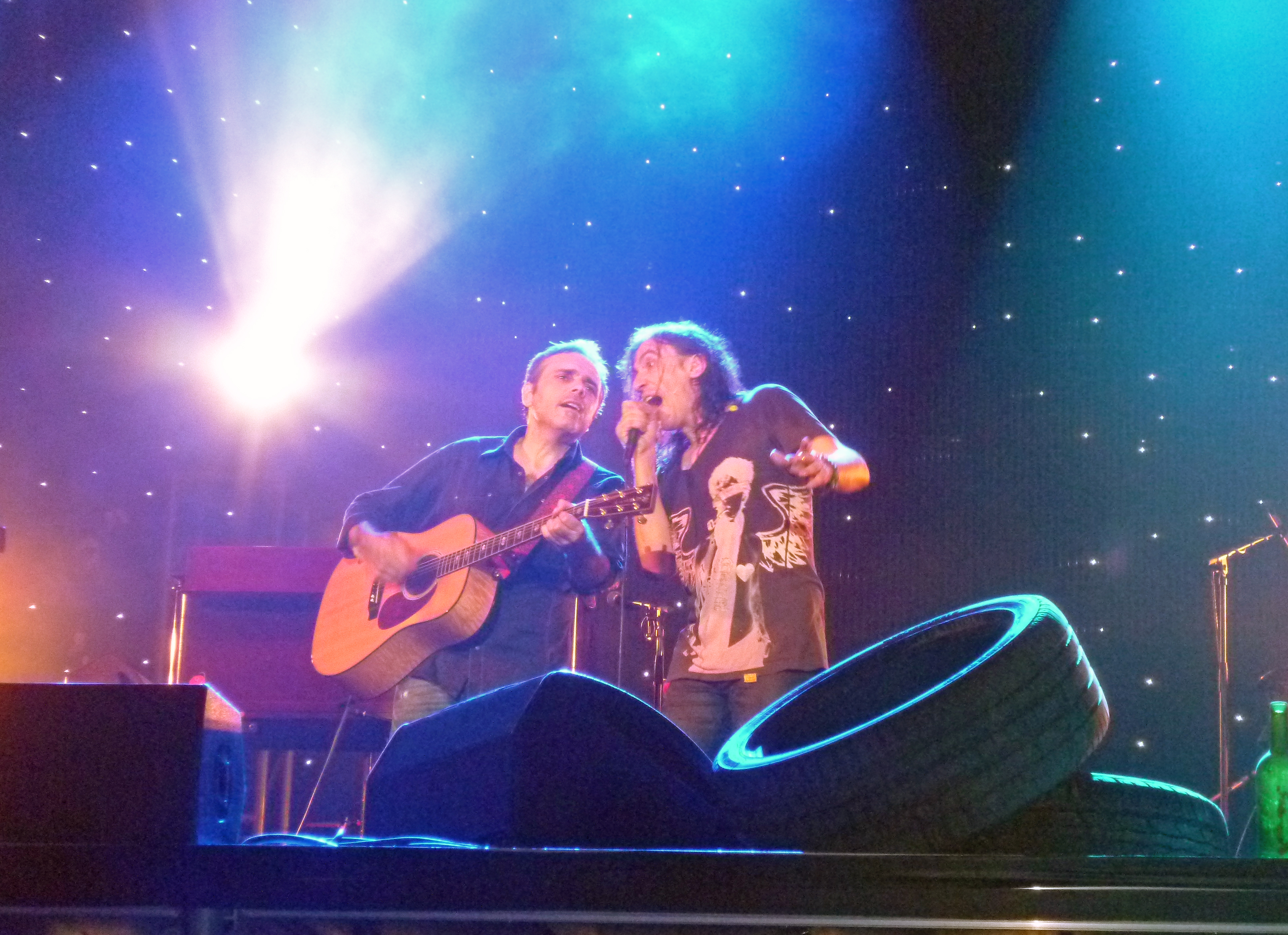
Thió och Quintana vid återföreningskonsert 2011.

Efter upplösningen av Sopa de Cabra kom bland annat Quintana och Thió att inleda sina respektive solokarriärer. Dessutom bildades gruppen Kabul Babà av bland andra Soler och Lisicic, med estaka inhopp av Bosch (som också spelade in egna skivor).
Det fortsatta intresset för Sopa de Cabra täcktes via olika samlingsutgåvor och konsertalbum. 2002 kom CD/DVD-utgåvan Bona nit malparits, inspelad vid gruppens sista konserter på Sala Razzmatazz i Barcelona. En akustisk konsert från 2001 kom under 2003 ut som albumet El llarg viatge.
I samband med femårsminnet av Sopa de Cabras upplösning utgavs 2006 Podré tornar enrere. El tribut a Sopa de Cabra ('Kan komma tillbaka. Hyllning till Sopa de Cabra'). Hyllningsalbumet innehöll 15 olika coverversioner av Els Sopa-låtar, insjungna av artister från både Katalonien och andra delar av Spanien. Dessutom bidrog medlemmarna i det upplösta Sopa de Cabra med en ny låt. Albumets avslutningslåt "Seguirem somiant" var en hyllning till den bortgångne "Nyinyín". Samma låt spelades under den enda intervju som medlemmarna gjorde i samband med albumutgivningen, i TV3:s program El club.
Våren 2011 presenterades planerna på en återföreningskonsert med medlemmarna av Sopa de Cabra, i samband med 25-årsminnet av gruppens bildande. Av den planerade enda konserten i Palau Sant Jordi blev på grund av publiktrycket ytterligare två (9, 10 och 11 september). Detta kompletterades med ytterligare konserter i Tarragona (24 september i Tarraco Arena) samt två i Girona (30 september och 1 oktober).

### Nystart 2015
Efter flera veckors rykten och fyra års frånvaro återvände Sopa de Cabra den 28 mars åter som grupp. Det skedde i samband med en takkonsert, på taket till Gironas turistkontor och med den närliggande Pont de Pedra som huvudsaklig läktarsektion. Gerard Quintana presenterade också nyheten om ett nytt album i november samt en miniturné under juli och augusti.
I oktober presenterades albumets titellåt "Cercles". I början av 2016 presenterades också en jubileumskonsert på Liceu för det återförenade och 30-årsjubilerande bandet.
Aktiviteterna för gruppen fortsatte därefter med en ny turné under 2017.
I februari 2020 kom Sopa de Cabras tionde studioalbum, La gran onada. Albumet innehöll tio låtar och var denna gång inspirerad av indiepop och artister som Pau Vallvé, El Petit de Cal Eril och Ferran Palau.

## Medlemmar

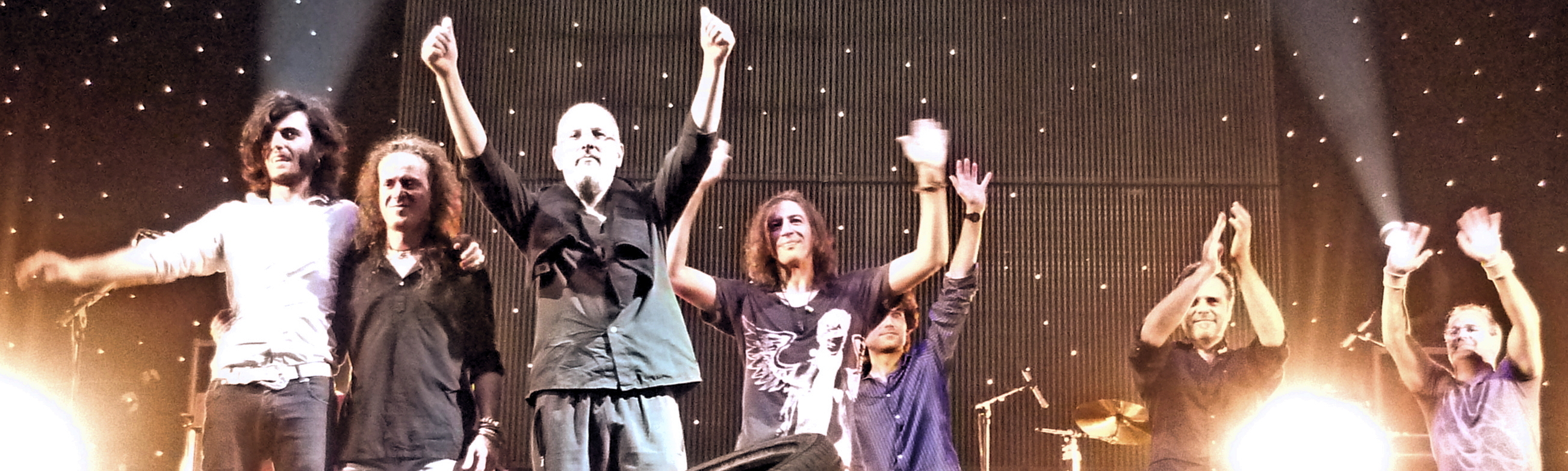
Sopa de Cabra vid den sista konserten under gruppens jubileumsturné 2011. Från vänster: Xarim Aresté, Jaume "Peck" Soler, Francesc "Cuco" Lisícic, Gerard Quintana, Eduard Font, Josep Thió och Pep Bosch.

## Diskografi
Studioalbum
- Sopa de Cabra (1989)
- La roda (1990)
- Girona 83-87 "Somnis de carrer" (1992)
- Mundo infierno (1993)
- Al·lucinosi (1994)
- Sss... (1996)
- Nou (1998)
- Plou i fa sol (2001)
- Cercles (2015)
- La gran onada (2020)

Konsertalbum
- Ben endins (1991)
  - Ben endins – Re/Ebullició (2011)
- La nit dels anys (1997)
- Bona nit, malparits! (2002)
- El llarg viatge (2003)
- El retorn. Palau Sant Jordi 09/09/2011 (2011)

Samlingsalbum (urval)
- Dies de carretera (2000)